# Nossa Senhora do Rosário (Ribeira Brava)
Nossa Senhora do Rosário es una freguesia caboverdiana del municipio de Ribeira Brava.

## Geografía
La freguesia abarca la parte de la isla de São Nicolau.

## Organización territorial
La freguesia contaba en 2010 con 6169 habitantes distribuidos en las entidades de población de:

### Ciudad
- Ribeira Brava

### Villa
- Juncalinho

### Localidades
- Água das Patas
- Belém
- Boqueirão
- Cachaço
- Caleijão
- Campinho
- Canto Fajã
- Carriçal
- Carvoeiros
- Chã de Norte
- Figueira de Cocho
- Lompelado
- Morro
- Morro Braz
- Pico Agudo
- Pombas
- Preguiça
- Talho